# Turó de la Dona Morta
El Turó de la Dona Morta és una muntanya de 177 metres que es troba al municipi de Maçanet de la Selva, a la comarca de la Selva.
La silueta d'aquesta muntanya sembla una dona morta vista des de certs angles, però també hi ha una llegenda que diu que una dona va ser assassinada en aquest mont en temps antics.